# Megliadino San Vitale
Megliadino San Vitale (Mejadin in veneto) è un comune italiano di 1 792 abitanti della provincia di Padova in Veneto, situato a sud-ovest del capoluogo.
Il nome è di etimologia incerta, si ritiene derivi da miglio, cereale che veniva coltivato su queste terre in passato, come sembrerebbe testimoniare anche la spiga raffigurata nello stemma del comune.
Di grande valore paesaggistico sono le Valli, zona un tempo paludosa, strappata alle acque salmastre da imponenti opere di bonifica attuate dalla Repubblica di Venezia, e oggi meta di escursioni domenicali da parte degli abitanti delle zone limitrofe.

## Storia

### Le origini romane
Megliadino San Vitale un tempo faceva parte di una zona ben più vasta chiamata soltanto "Megliadino" che comprendeva Megliadino San Vitale, Megliadino San Fidenzio, S. Margherita D'Adige e alcuni altri territori.
Il nome "Megliadino" è di origine romana. Questa terra era abitata e coltivata fin da quell'epoca, come testimoniano i nomi di alcune vie e alcune lapidi con iscrizioni latine, trovate in varie zone.

### Le invasioni barbariche
Con la caduta dell'Impero Romano d'Occidente anche Megliadino venne invaso dai barbari e successivamente conquistato dai Bizantini nel 553. Nel 563 l'Italia passò sotto il dominio dei Longobardi. La zona fu sede di un duro scontro, anche culturale, fra i Longobardi e i Bizantini. La presenza militare e religiosa di Bisanzio è segnata dalla costruzione di due chiese, quella di "San Vitale" e quella dell'"Anconese", entrambe con chiari legami alla religiosità bizantina. Le invasioni non solo portarono fame e carestie fra la popolazione, ma anche alla scomparsa di quelle autorità capaci di provvedere ai fiumi e alle strade. In breve tempo le pianure fertili si trasformarono in paludi. Megliadino venne annesso alla "Scodosia" o "Sculdascia", unità amministrativa-militare longobarda di Montagnana. Ai longobardi si sostituirono più tardi i Franchi di Carlo Magno, poi passò al Comitato Monselicano e successivamente ai Vescovi di Padova.

### L'età comunale
Nel 1200 Megliadino si costituisce comune libero, anche se dipendente da Padova militarmente e ecclesiasticamente. Nel 1238 Ezzelino I da Romano sfogò la sua ira sui paesi vicini a Montagnana dopo averla attaccata, fra questi c'era Megliadino. Nel 1260 S. Margherita d'Adige si staccò da Megliadino, costituendosi comune autonomo. Megliadino subì più volte distruzioni a causa delle guerre fra le signorie vicine, finché nel 1405 non passò sotto il dominio della Repubblica Veneta. In questo periodo Megliadino ha due sole strade e alcuni viottoli, la popolazione vive in case di legno e stame. All'epoca a Megliadino esisteva solo un palazzo dei Marchesi d'Este in muratura.

### Dal Quattrocento alla firma del Trattato di Campoformio (1797)
Megliadino, dopo l'unione con la Repubblica Veneta, divenne produttore di canapa di ottima qualità per gli arsenali veneziani. Nel 1490 Megliadino si unì alla Magnifica comunità di Montagnana, che era retta da un podestà, prima padovano e poi veneziano. Smise di essere un comune e divenne una Villa. Dopo nove anni Megliadino ridivenne autonomo, per ritornare nel 1587 sotto l'ala protettrice di Montagnana. Poco dopo però, sentendosi oggetto di soprusi e angherie da parte della città fece pressione su Venezia per tornare autonoma. Infatti Montagnana, pur riscuotendo dazi e gabelle, non adempiva ai propri doveri, anzi, bonificando le paludi impediva il loro sfruttamento da parte degli abitanti di Megliadino per il pascolo. Durante il periodo della dominazione veneziana, che va sino alla fine del Settecento si fece più intensa l'attività di trasformazione delle zone vallive al fine di sottrarle al dominio incontrastato delle acque e guadagnarle all'agricoltura. Di importanza fondamentale per la trasformazione del territorio paludoso a Sud del paese, fu la bonifica veneziana realizzata verso la metà del XVI secolo, passata alla storia come "Retratto del Gorzon". Nel 1796, dopo l'invasione Napoleonica, Megliadino San Vitale ottenne dal governo giacobino-napoleonico la sospirata autonomia amministrativa. Nel 1797, col Trattato di Campoformio, aveva fine la Repubblica di Venezia, e tutti i territori che le appartenevano (compreso Megliadino) passarono sotto la dominazione Austriaca.

### Dall'Ottocento ai giorni nostri
Con l'avvento della dominazione austriaca Megliadino venne diviso in "Megliadino San Vitale" e in "Megliadino San Fidenzio" ed entrò a far parte del Regno Italico. Il 1809 rimarrà famoso per la recrudescenza del banditismo anche in Megliadino, fenomeno che verrà debellato con i processi, gli ergastoli e le fucilazioni degli anni 1849-1850. Dal 1815 al 1866 il comune fece parte del Regno Lombardo Veneto sotto la Corona Austriaca, nel 1866 entrò a far parte del Regno d'Italia. Negli ultimi anni dell'Ottocento a Megliadino venne costituita una Società di Mutuo Soccorso. Gli anni successivi all'unificazione furono anni difficili: i contadini abitavano in case umide e malsane, prive di servizi igienici. Oltre alla diffusione di malattie infettive come vaiolo, difterite e colera, era la pellagra la malattia a diffusione più elevata. Negli ultimi decenni dell'Ottocento cominciarono da Megliadino due flussi migratori distinti, il primo portava intere famiglie a trasferirsi in America definitivamente, il secondo portava uomini validi a trasferirsi in altri paesi europei (Austria, Francia e Prussia) temporaneamente per mantenere la famiglia. Il 28 luglio 1914 scoppiò la Prima Guerra Mondiale, che richiamò a Megliadino tutti gli emigrati.

### Simboli
Lo stemma e il gonfalone del comune di Megliadino San Vitale sono stati concessi con decreto del presidente della Repubblica del 1º dicembre 1952.
Il gonfalone è un drappo troncato di rosso e di azzurro.

## Monumenti e luoghi d'interesse
- Chiesa dell'Anconese (IX sec d.C.)
- Chiesa parrocchiale, edificata tra i secoli XIX e XX[7]
- Villa Zaglia-Andolfatto
- Canale Fiumicello e Maceratoi
- Valli comunali
- Casello della Guardia delle Valli
- Idrovora "Vampadore"
- Idrovora "Grompa"

### Fiumi e canali
- Fiume "Fratta"- Canale "Vampadore"
- Canale "Fiumicello" o "Sime"
- Scolo "Degora"

## Società

### Evoluzione demografica
Abitanti censiti

## Amministrazione
| Periodo          | Periodo          | Primo cittadino       | Partito                    | Carica                  | Note                     |
| ---------------- | ---------------- | --------------------- | -------------------------- | ----------------------- | ------------------------ |
| 8 giugno 1985    | 6 giugno 1990    | Cesare Cecchetto      | Partito Comunista Italiano | Sindaco                 |                          |
| 7 giugno 1990    | 23 aprile 1995   | Nevio Imperatore      | Indipendente               | Sindaco                 |                          |
| 24 aprile 1995   | 13 giugno 1999   | Cesare Cecchetto      | Sinistra                   | Sindaco                 |                          |
| 14 giugno 1999   | 7 giugno 2009    | Giancarlo Casumaro    | Lista civica               | Sindaco                 |                          |
| 8 giugno 2009    | 25 maggio 2014   | Barbara Mizzon        | Lista civica               | Sindaco                 |                          |
| 26 maggio 2014   | 21 dicembre 2017 | Silvia Mizzon         | Lista civica               | Sindaco                 | Dimissioni del consiglio |
| 21 dicembre 2017 | 10 giugno 2018   | Antonello Roccoberton |                            | Commissario prefettizio |                          |
| 11 giugno 2018   | 15 maggio 2023   | Silvia Mizzon         | Lista civica               | Sindaco                 |                          |
| 15 maggio 2023   | in carica        | Vittorio Vascon       | Lista civica               | Sindaco                 |                          |

Fonte: Ministero dell'interno